# Dezinformace o pandemii covidu-19
Pandemie covidu-19 vedla ke vzniku mnoha dezinformací a konspiračních teorií o rozsahu pandemie, jejím původu, prevenci, diagnostice a léčbě onemocnění covid-19. Nesprávné informace, fake news i záměrné dezinformace jsou šířeny přes online zprávy, sociální sítě i masmédia. Z dezinformací jsou obviňovány Čína nebo Rusko, které však vznáší podobná obvinění na stranu západního světa. Takové informace či dezinformace bývají propagovány celebritami, politiky a ostatními veřejně působícími osobami jako jsou novináři. Premiér Andrej Babiš byl z údajného šíření dezinformací na adresu orgánů Evropské unie obviněn Českým rozhlasem a ministrem zahraničí Tomášem Petříčkem. Fake news a dezinformace způsobují nedůvěru ve vlády, demokratické řízení zemí a vědecký pokrok, popírají logické argumenty a způsobují potíže při řešení epidemie.

## O onemocnění na covid-19

### Úmrtí z jiných příčin než na covid-19
Ve čtvrtek 21. ledna 2021 prohlásil ve sněmovně ministr zdravotnictví Jan Blatný, že v mezinárodním srovnání tzv. smrtnosti v souvislosti s covidem-19 není na tom Česko nadprůměrně špatně, protože české vykazování úmrtí je nastaveno přísněji než v jiných zemích, takže se do statistik dostane například i pozitivně testovaná oběť dopravní nehody. Podobně argumentoval už dříve na tiskových konferencích vlády. Přes nesouhlasy se odmítl omluvit, že v pořadu Otázky Václava Moravce uvedl, že na covid-19 v Česku umřela jen třetina vykazovaných počtů (z více než 15 tisíc tehdy zaznamenaných úmrtí). Jeho tvrzení vycházejí z analýzy provedené v listopadu 2020 klinickou skupinou na ministerstvu zdravotnictví, ve které se uvádí, že u 9 % zkoumaných případů mělo úmrtí jinou příčinu než covid-19. Zbylých 91 % případů jsou podle této analýzy buď úmrtí přímo na covid-19 nebo v důležité souvislosti s touto nemocí. Podle Českého statistického úřadu bylo v listopadu 2020 v Česku o 76 % více úmrtí, než činí listopadový průměr za posledních pět let a v říjnu o 53 %; za oba měsíce to bylo o 11 660 úmrtí více, než je pětiletý průměr. Ministrem kritizovaná statistika však uvádí v tomto období pouze 7 841 případů úmrtí na covid-19, což naopak vytváří prostor pro úmrtí, která ve statistice ministerstva podchycena nejsou. Podobně nesouhlasil odborník na globální rizika Jan Kulveit, který doložil, že v mezinárodním srovnání má Česká republika statistiky přesné a nemá je ani podhodnocené, přičemž důvod mnoha úmrtí dává do přímé souvislosti s vysokým počtem nakažených v Česku. Demografka Dagmar Dzúrová naproti tomu na základě vlastní analýzy takzvaných nadúmrtí uvedla, že v Česku kvůli pandemii zemřelo ke konci ledna 2021 o několik tisíc lidí více, než uvádí statistiky.

### Antiparazitikum Ivermektin
Antiparazitický lék Ivermektin rozdělil českou společnost na přelomu února a března 2021. O jeho údajných pozitivních účincích referoval primář Rezek z Fakultní nemocnice u Svaté Anny v Brně a dále ve svém pořadu Čau lidi dne 7. března doporučil premiér Andrej Babiš distribuovat praktickým lékařům. Proti plošnému použití se postavil ministr zdravotnictví Jan Blatný nebo české odborné společnosti (Česká společnost anesteziologie, resuscitace a intenzivní medicíny ČLS JEP, Česká společnost intenzivní medicíny ČLS JEP, Společnost infekčního lékařství ČLS JEP, Česká pneumologická a ftizeologická společnost ČLS JEP a Sdružení praktických lékařů ČR). Proti použití vystupuje stanovisko, že pozitivní přínos v léčbě onemocnění covid-19 není nijak věrohodně doložen. Jan Bláha, přednosta Kliniky anesteziologie, resuscitace a intenzivní medicíny 1. lékařské fakulty UK a Všeobecné fakultní nemocnice v Praze, kde se od začátku pandemie starají o nejtěžší covidové pacienty dále poukazuje, že lék je úspěšný pouze v laboratoři, ale jen málo laboratorně úspěšných látek je úspěšných i v léčbě. Ivermektin je užívaný proti parazitům, ovšem proti virům neprokázal účinnost. Naopak vzhledem k principu jeho fungování může poškodit játra, ledviny a nervový systém.

### Antivirotikum Isoprinosine
Antivirotický lék Isoprinosine je považován veřejností za jeden ze zázračných léků, přestože o jeho účinnosti neexistoval dostatek důkazů a i samotný výrobce takový účinek neuvádí. K dispozici je jen jedna studie se závažnými nedostatky od českého lékaře profesora Jiřího Berana a mezinárodní studie nejsou k dispozici. Lék je využíván na Slovensku, v zemích bývalé Jugoslávie a Sovětského svazu. V ČR je schválen jen pro jiné indikace a Státní ústav pro kontrolu léčiv na konci ledna 2021 uvedl, že stále nejsou k dispozici údaje, které by léčebný účinek potvrzovaly.

### Zisky farmaceutických firem
Proti využití levných léků na léčbu covidu-19 je vyslovován argument, že se jejich používání farmaceutickým firmám nevyplatí (jsou levné, bez patentové ochrany atp.), a proto jejich nasazení brání lobby farmaceutických gigantů (např. Ivermektin). K tomuto postoji se vyjádřil v rozhovoru lékař Jan Bláha, poukázal na fakt, že nepoužít levně dostupný a navíc účinný lék by bylo absurdní zejména v situaci, kdy jsou přeplněné nemocnice a přetížený jejich personál. Pro farmaceutické firmy by podle něj byl větší úspěch dodávat laciný a snadno vyrobitelný lék v masivním množství, než poskytovat velmi drahý lék jen velmi malému počtu pacientů. Tím by farmaceutické firmy vydělaly podstatně více.

## O vakcínách

### RNA vakcína mění lidskou DNA
V kanálu náboženské sekty Organic Christ Generation zveřejnil Ivo Saseka video, které napodobuje seriózní reportáž německé televize a tvrdí, že RNA vakcína mění lidskou DNA. RNA vakcína (firmy Pfizer, Moderna) nijakým způsobem nezasahuje do lidské DNA (ta se nachází v jádře buněk, do kterých virus neproniká). RNA vakcína obsahuje pouze genetickou informaci (tzv. mRNA) potřebnou k vytvoření hrotového proteinu (peplomer, též spike protein), který je charakteristický pro skutečný virus (vyskytuje se na jeho povrchu). Vstupuje pouze do dendritických buněk. V buňce je podle genetické RNA informace z RNA vakcíny vytvořen zmíněný hrotový protein, podle kterého se natrénuje imunitní systém člověka. U člověka tak dojde k imunitní reakci, která proběhne bez skutečné nákazy virem i bez přítomnosti jakéhokoliv jiného viru (což je u RNA vakcíny vylepšení proti staršímu typu rekombinantní vakcíny). Do genetické DNA informace člověka zasahují pouze retroviry, což není případ onemocnění covid-19 ani používaných vakcín. Ale i koronaviry by mohly měnit DNA.

### Podáním vakcíny lze onemocnět
Mezi možné vedlejší příznaky vakcinace patří horečka. RNA vakcína (firmy Pfizer, Moderna) obsahuje pouze genetickou informaci hrotového proteinu (spike protein), který se nachází na obalu skutečného viru (slouží pro průnik do buněk hostitele). RNA vakcína tak neobsahuje zbytek genetické informace viru SARS-CoV-2, která slouží k jeho množení a způsobuje onemocnění covid-19. Proto není možné po RNA vakcíně koronavirem onemocnět.
Rekombinantní nebo vektorová vakcína (výrobci AstraZeneca, Johnson & Johnson, Sanofi) obsahuje neškodný rýmový virus (adenovirus), do kterého je vložen hrotový protein viru SARS-CoV-2 (vyskytuje se na jeho povrchu), ale neobsahuje zbytek genetické informace, která způsobuje onemocnění covid-19, takže člověk jím nemůže onemocnět (v krajním případě se mohou objevit příznaky lehkého rýmového onemocnění).

### Je lepší onemocnět než si nechat aplikovat vakcínu
Vakcína umožňuje bezpečnější získání imunity, než onemocnění. Při onemocnění covid-19 dochází u významné části lidí k projevům, které mohou dlouhodobě a těžce poškodit člověka nebo i smrt (proto jsou přetížené nemocnice). U některých skupin (zejména mladší nebo děti, dospělí do 50 let) je sice pravděpodobnost komplikací nižší, ale i tak má část celoživotní následky nebo i zemře (je uváděno, že až 10 % těch, kteří nemoc prodělali, mají dlouhodobé následky). Pokud někdo onemocní bezpříznakově, svědčí to pro jeho robustní přirozenou imunitu, ale může nakazit lidi v okolí (např. své blízké), kteří jsou k onemocnění náchylnější. Imunita získaná vakcínou proti covidu-19 je nejméně stejně trvalá a silná jako imunita získaná onemocněním, ale nepředstavuje ve srovnání s infekcí téměř žádné riziko zdravotních komplikací. Některé zdroje uvádějí, že imunita získaná vakcinací je silnější, než prodělání onemocnění.
Podle vedoucí výzkumu Ireny Koutné z brněnských laboratoří Centra buněčného a tkáňového inženýrství Fakultní nemocnice u sv. Anny a lékařské fakulty Masarykovy univerzity je úroveň vytvořené imunity velmi individuální a nezávisí na tom, zda pacient prodělal lehkou nebo těžkou formu onemocnění, ale spíše na množství virů, které pronikly do organismu, a stavu jeho imunitního systému. Zároveň to však neznamená, že vyšší dávka viru způsobí těžší průběh.
Vakcinace v lednu 2021 už probíhá v mnoha státech po několik týdnů a ani po aplikaci 25 milionů dávek nejsou hlášeny vážné problémy. Z Norska byla hlášena úmrtí velmi starých lidí v seniorských domovech s doprovodnými onemocněními, kteří dále už nebudou očkováni automaticky, ale jen na doporučení lékaře (viz dále).

### Je lepší nechat populaci promořit než očkovat
Při neřízeném promoření populace (získání „přirozené stádní imunity“) sice většina lidí získá přirozeným způsobem imunitu proti covidu-19, ale protože je virus SARS-CoV-2 velmi nakažlivý (onemocnění se šíří velmi snadno a exponenciálně), dojde velmi brzy k přetížení zdravotního systému a velké množství lidí umře zbytečně kvůli nemožnosti poskytnou lékařskou péči (přeplněné nemocnice) a ještě větší část bude mít poškozené zdraví s doživotními následky. Příkladem zemí, kde bylo neřízené promořování neúspěšné, je Brazílie, Británie a Švédsko. Švédský státní epidemiolog Anders Tegnell z Agentury pro veřejné zdraví tvrdí, že cílem švédského kabinetu nebylo dosáhnout rychlé kolektivní imunity. K selhání zdravotnictví došlo v lednu 2021 brazilském městě Manaus, přestože byla na podzim 2020 zveřejněna v odborném časopise Science studie o dosažení stádní imunity na úrovni 66 až 76 %. Na vině má být rozšíření více nakažlivého brazilského kmene infekce, nečinností místních úřadů a popírání problému krajně pravicovým prezidentem Bolsonaronem.

### I očkovaný člověk může nakazit jiného
Očkovaný člověk se hned po očkování může nakazit, protože imunita vzniká po očkování postupně a účinnost očkování vylepšuje dále i druhá dávka vakcíny. Očkovaný je proto imunní až po nějaké době (1 až 4 týdny), případně týden po druhé dávce (podle typu vakcíny). Účinnost žádné vakcíny není 100%, takže část očkovaných lidí může onemocnět, avšak průběh onemocnění je většinou lehký, množství vylučovaného viru je nízké a doba infekčnosti krátká. Takže i pravděpodobnost, že by někoho nakazil, je nízká. Dostane-li se virus do očkovaného člověka, který již má vybudovánu imunitu, zasáhne jeho imunitní systém v rané fázi nákazy a virus zlikviduje, takže množství případného vylučovaného viru je opět velmi nízké a doba infekčnosti krátká. Podobně fungují i jiné vakcíny, pomocí kterých se podařilo některé nemoci zcela vymýtit (pravé neštovice) nebo vytlačit mimo očkovanou populaci (žloutenka). Výše uvedené tvrzení (I očkovaný člověk může nakazit jiného) vychází ze zprávy WHO, které na základě principu maximální předběžné opatrnosti doporučuje nosit roušky (respirátory) i očkovaným osobám (do dokončení očkování většiny populace), protože očkovaný člověk by mohl i malou dávkou viru ohrozit neočkovaného. Podle imunologů je pravděpodobnost, že ten, kdo onemocnění již prodělal (a má imunitu) bude přenašečem viru, je zanedbatelná, protože může šířit jen velmi malé množství viru získaného z okolního prostředí, nikoliv devíti až desetiřádově vyšší množství nově vyprodukovaných virionů při onemocnění covid-19 (tj. miliardkrát až desítky miliardkrát více). Aby došlo k propuknutí nemoci, je potřeba dávka asi tisíce virionů nejednou.
Podle předběžných výsledků studií o šíření viru na začátku roku 2021 v populaci Izraele očkování omezuje šíření nemoci covid-19.

### Vakcína chrání pouze očkovaného
Tvrzení o jednosměrnosti ochrany pomocí očkování vychází z dokumentu WHO, který v rámci principu maximální předběžné opatrnosti doporučuje nošení roušek i pro již očkované a připouští i možnost, že očkovaný nakazí neočkovaného (podrobněji viz výše v předchozí kapitole). Tato opatrnost neznamená, že by vakcína nechránila i neočkovanou část populace, slouží pouze k nejvyšší možné míře ochrany neočkovaných do doby, než na ně s očkováním přijde řada. Pravidlo maximální předběžné opatrnosti je běžným nástrojem používaným při zvládání epidemií a pandemií, kdy je i nejméně pravděpodobná situace brána jako kdyby se mohla stát běžně. Toto pravidlo je naopak velmi nepraktické v běžném stavu, kdy je nejlepší, když jsou používána jen ta nejúčinnější opatření (a málo účinná opatření jsou vynechána kvůli tomu, aby bylo možné se soustředit na ta účinná). Pravděpodobnost, že očkovaný člověk, u kterého onemocnění pravděpodobně nepropukne, nakazí někoho dalšího (neočkovaného) je velmi nízká, a tak očkování chrání s vysokou pravděpodobností i neočkované.
Na základě výše vysvětleného tvrzení (vakcína chrání pouze očkovaného) lidé dovozují, že se nemusí očkovat (protože pro sebe ochranu nepožadují). To je však logický omyl, protože tvrzení z dokumentu WHO nelze aplikovat opačným směrem (tj. nejde o ekvivalenci, nýbrž o implikaci). Člověk, který odmítne očkování, může snadno onemocnět a ohrozit tím i očkované (vakcína nemá 100% účinnost). Ochrana kteréhokoliv jedince ve společnosti je tím účinnější, čím více lidí je očkovaných. Tzv. proočkovanost populace v nižší míře (než blížící se 100 %) brání pouze nekontrolovanému šíření nákazy ve společnosti, ale nebrání onemocnění lidí (očkovaných i neočkovaných) s i doživotními zdravotními následky nebo smrtí.

### Vakcína obsahuje buňky z potracených plodů
V listopadu 2020 se objevilo na internetu tvrzení, že vakcína Oxford–AstraZeneca obsahuje tkáň z plodů po interrupci. Přestože je pravda, že jedna linie buněk pocházející z potraceného plodu v roce 1962 je používána při kultivaci viru, který slouží k výrobě vakcíny, samotné buňky po uvolnění viru hynou a nejsou složkou vlastní vakcíny. Zmíněné buňky jsou přes 50 let využívány v laboratořích v celém světě a posloužily k produkci jiných vakcín proti vážným a smrtelným nemocem jako obrna, spalničky, příušnice, zarděnky, varicella zoster, pásový opar, adenovirus, vzteklina, hepatitida A. V souhrnu tak už zamezily kolem 4,5 miliardy infekcí a zachránily více než 10 milionů životů.
Buňky této linie byly původně odebrány jako jedna z desítek různých buněk z legálně potracených lidských plodů. Všechny odebrané buňky byly podrobeny testům, ale využívá se pouze linie fibroblastů, která prokázala neobyčejnou vitalitu a schopnost stabilní reprodukce. Nehodí se pro kultivaci všech virů a tedy ani pro vývoj všech vakcín, takže u některých musí být použity jiné linie. V případě užití např. opičích buněk však hrozí kontaminace SIV virem, a proto je linie lidských buněk bezpečnější. Kultivace slouží často k vyšlechtění linií virů, které po opakované replikaci ztratí svoji nakažlivost (virulenci) a tudíž tyto viry už sice nemohou způsobit onemocnění, ale mohou posloužit ve vakcínách pro natrénování imunitního systému očkovaného člověka.

### Očkování způsobuje autismus
Britský (nyní již bývalý) lékař Andrew Wakefield na konci 20. století vydal vědeckou práci, ve které tehdy tvrdil, že po podání MMR vakcíny dochází ke vzniku autismu u dětí. Jeho práce byla vyvrácena, byl prokázán střet zájmů, a pro tato morální pochybení byl v Británii vyloučen z lékařské komory, takže již není lékařem.

### Vakcína slouží k očipování lidí
Podle některých tvrzení je očkovanému člověku spolu s vakcínou vpraven do těla sledovací čip. Vakcína je pouze roztok a není v něm žádný ani malý pevný předmět.

### Umělé infikování koronavirem
Podle tvrzení je při očkování vpraven člověku do těla koronavirus (za účelem vytvoření imunity), který může způsobit onemocnění. Pouze čínské vakcíny (od firem Sinopharm a Covaxin) obsahují celý, ovšem inaktivovaný virus (viz vakcína proti covidu-19), což je jedna ze starších metod vývoje vakcín. Žádná z vakcín používaných v západních zemích (USA, Evropa včetně ČR) takovou vakcínu nepoužívá. Používají se pouze vakcíny, které v sobě mají malou část viru s povrchovou identifikační částí a neobsahuje zbytek RNA koronaviru, která způsobuje onemocnění.

### Vakcíny byly vyvinuty příliš rychle
Vakcíny schválené v západních zemích podléhají přísné kontrole a jsou schváleny Evropskou lékovou agenturou. Kritéria pro hodnocení vakcíny jsou ještě přísnější než kritéria pro hodnocení léků, protože se preparát podává zdravým jedincům. Byly vyvinuty poměrně rychle, protože byly využity zkušenosti z vývoje předchozích vakcín (ve světě existují stovky vakcín proti celkem 25 nemocem). Podle informací od vedoucích pracovníků farmaceutických firem trvá vývoj vakcíny několik týdnů, nejvýše měsíců. Nejdelší dobu pak trvá ověření bezpečnosti vakcíny a ověřování její funkce (nejprve v laboratoři, a pak na dobrovolnících). Vakcíny proti covidu-19 jsou ověřovány a testovány od jara až léta roku 2020. U vakcín schválených k použití (první schválení byla na konci roku 2020) je řádně dokončena 1. a 2. fáze a probíhá už pouze 3. fáze, kdy je vakcína sledována dlouhodobě. I po schválení vakcíny a dokončení 3. fáze jsou vakcíny podrobně sledovány (4. fáze). Zpochybňování bezpečnosti vakcín a poukazování na jejich podezřele rychlý vývoj šíří Rusko prostřednictvím svých internetových portálů v rámci své hybridní války. Na stejných místech Rusko propaguje svoji vakcínu Sputnik V a naopak prosazuje její rychlé nasazení i bez schválení regulačních orgánů (EMA, FDA).

### Vakcína obsahuje jedovaté látky
Ve starších typech vakcín, které používají oslabené, inaktivované nebo mrtvé viry skutečného onemocnění byla dříve používána ve vakcíně sloučenina rtuti (thiomersal), která by mohla potenciálně mít toxické účinky. Thiomersal je v Evropské unii i dalších vyspělých zemích zakázána od 90. let 20. století a ve vakcínách se nepoužívá. Vakcíny se skutečným virem se ve vyspělých státech již nepoužívají (proti covidu-19 existují pouze dvě takové čínské vakcíny). Další potenciálně toxickou látkou mohl být skvalen (byl podezřelý na spojení se syndromem války v Zálivu), ale jeho negativní účinky nebyly ani po opakovaných studiích prokázány.

### Očkovat se nemusí ten, kdo covid-19 už prodělal
Protože očkování člověka, který už covid-19 prodělal, nezpůsobí komplikace, je zavedeno pravidlo očkování všech bez ohledu na možné předchozí prodělání onemocnění covid-19. V Česku je očkování vakcínou proti covidu-19 prováděno nejdříve po 90 dnech od prodělání onemocnění covid-19.
Prodělání nemoci covid-19 umožní tělu vytvořit imunitu, která se skládá z protilátek (krátkodobější) a buněčné imunity (dlouhodobější). Zjistit aktivní nákazu nemocí lze PCR testem (nejspolehlivější, ale i tak v malé míře chybující test) nebo v průběhu nemoci i po uzdravení testem na protilátky (méně spolehlivý test, který vykazuje falešně pozitivní i falešně negativní výsledky). Očkování by nemusel absolvovat ten, který má vybudovanou imunitu. Protože je test na protilátky poměrně nespolehlivý (a protilátky vymizí v řádu měsíců), musela by se měřit úroveň buněčné imunity, což je ale složité a drahé (test navíc není zatím schválen a muselo by následovat i klinické vyšetření lékařem).

### Koronavirus mutuje, a proto nemá očkování význam
Rychlé a velmi variabilní mutace, které zásadně mění projevy nákazy, mají chřipkové viry, koronavirus zatím nikoliv. Mutuje každý virus, ale SARS-CoV-2 má sebeopravné mechanismy, což je u virů výjimečné, a proto se kmeny příliš neodlišují. Sériemi mutací vznikají nové kmeny (linie, varianty). Problémem je, že se koronavirus se již v roce 2020 rozšířil po celé planetě a má proto neobvykle velký prostor (a dostupný počet nakažených lidí) k vytváření mnoha mutací. První odlišnější je jihoafrický kmen (B.1.3.5.1) z ledna 2021, na který však stále dobře zabírají i protilátky lidí nakažených před zářím roku 2020 (tj. nakaženým před vznikem tohoto kmenu). Protilátky na ostatní známé kmeny (včetně britského B.1.1.7) fungují prakticky stejně. Problém by mohl vzniknout, pokud se rozšíří kmen, který má pozměněný hrotový protein (též spike protein, viz výše) tak, že se na něj nebudou snadno vázat protilátky. V hrotovém proteinu (receptoru) ACE2, na který cílí současné vakcíny, již změny vznikly. Naštěstí zatím nejsou zásadní, a proto vakcína vyvinutá proti původnímu kmenu SARS-CoV-2 viru z Wu-Chanu stále funguje, i když původní kmen koronaviru v roce 2021 již zcela vymizel. Nové kmeny se šíří rychleji, protože mutacemi vzniklé změny hrotového proteinu usnadnily průnik viru do buněk, a proto úspěšnější kmeny vytlačí dřívější méně nakažlivé kmeny. Nové kmeny viru mohou být méně nebezpečné, ale i naopak mnohem nebezpečnější, avšak v lednu 2020 jsou na tom všechny ohledně nebezpečnosti zhruba stejně. Mění se však věková struktura nakažených, podle zatím nepotvrzených zpráv je více těžších případů u mladších ročníků. Pokud by převládl odlišný kmen viru, je nejjednodušší úprava mRNA vakcíny (Pfizer, Moderna). O něco složitější je úprava rekombinantní vakcíny (AstraZeneca). Firma Moderna oznámila preventivní zahájení vývoje vakcíny proti nový kmenům, které by měly adaptovat imunitu člověka pomocí dodatečné posilující dávky, ale její ředitel doufá, že dodatečná dávka nakonec nebude potřeba. Firma Pfizer zatím potřebu úpravy vakcíny neoznámila. Předpokládá se, že vakcíny proti novým kmenům koronaviru by nemusely projít znovu úplně celým schvalovacím procesem, podobně jako jím nemusí procházet varianty vakcín proti chřipce (vakcíny proti chřipce jsou každý rok cílené proti jiným chřipkovým kmenům). Šéf společnosti Pfizer oznámil, že je pravděpodobné, že se koronavirus stane sezonním virem a vakcíny budou muset být upravovány každoročně (podobně jako na chřipku).
Výzkum ohledně účinnosti existujících vakcín zatím probíhá, avšak je jisté, že je lepší alespoň částečná imunita než žádná, a proto je doporučeno se nechat očkovat existující vakcínou.

### EU při vyjednávání o vakcínách zaspala
Podle europoslankyně Kateřiny Konečné si v létě 2020 Česká republika objednala vakcínu pouze pro 30 % obyvatel, čemuž jsou současné dodávky úměrné. Česko si vakcínu neobjednává samostatně, ale podle rozhodnutí vlády z léta 2020 jsou vakcíny objednávány centrálně Evropskou komisí (EK), která s výrobci uzavírá smlouvy. Poté jsou rozdělovány mezi státy Evropské unie (EU) podle počtu obyvatel a jejich letní objednávky. Tím je zajištěna spravedlnost (větší státy nemohou objednávat na úkor menších), naplněn princip evropské soudržnosti a vůči výrobcům je při jednání EU ve větší výhodě (jedná za 450 mil. obyvatel včetně Dánska, Švýcarska atp.). Státy EU uzavřely s EK dohodu, že nebudou zahajovat paralelní jednání s výrobci, kteří se účastní kolektivního vyjednávání o dodávkách vakcíny s EK do EU. EK podle požadavků jednotlivých států objednávky průběžně navyšuje, avšak jejich dodání bude realizováno úměrně omezené kapacitě výroby. Státy Izrael, Velká Británie a USA očkují rychleji, protože vyjednaly své smlouvy dříve než EU, platí vyšší cenu, případně slíbily průběžně dodávat detailní data o očkování. Jednotlivé státy mohou vyjednávat s dodavateli, kteří nespadají pod centrální systém a schválit dočasné nouzové povolení.

### Neochota EU schválit ruské ačínské vakcíny
Od ledna 2021 jsou zveřejňovány informace o údajném přehlížení ruských a čínských vakcín institucemi Evropské unie a jejich neochotě schválit tyto vakcíny pro použití při očkování obyvatelstva EU. Na webu Komunistické strany Čech a Moravy (KSČM) se objevilo tvrzení, že u vakcíny firmy Pfizer „se projevily vedlejší účinky“ a byla položena otázka „proč svět přehlíží ruské vakcíny?“
V EU jsou léky zásadně centrálně schvalovány Evropskou lékovou agenturou (EMA). Avšak jakýkoliv výrobce léčiv z celého světa může přihlásit svůj výrobek včetně vakcín ke schválení agenturou EMA. U vakcín musí doložit podrobný průběh testování (I. a II. fáze) včetně dokumentace nežádoucích účinků; případně musí předložit i další dokumenty. Výsledné studie jsou západními výrobci léků kvůli transparentnosti zveřejňovány i s podrobnostmi.
Ředitelka SÚKL v lednu 2021 prohlásila, že u vakcín vyrobených v Rusku (Sputnik V) nebo v Číně (BBIBP-CorV od firmy Sinopharm, CoronaVac od Sinovacu) chybí informace na klinická hodnocení a výrobu. Jednotlivé členské státy EU ovšem mají právo vyjednávat s dodavateli, kteří nespadají pod centrální systém a schválit dočasné nouzové povolení vakcín. Maďarsko dostalo v prosinci 2020 od Ruska 3000 dávek vakcíny Sputnik V pro laboratorní účely a poté ji schválilo pro nouzové použití. V lednu 2021 pak Maďarsko zahájilo vyjednávání o větších dodávkách vakcíny Sputnik V a také čínské vakcíny od firmy Sinopharm. U čínské vakcíny byly vysloveny pochybnosti o deklarované účinnosti (oficiálně 92 %, Brazílie uvádí 50,4 %).
Dne 29. ledna 2021 varovala před schválením vakcíny Sputnik V ředitelka českého Státního ústavu pro kontrolu léčiv (SÚKL) Irena Storová s odůvodněním, že o něm nejsou k dispozici prakticky žádné informace. Doporučila tehdy počkat na schválení od EMA. Rusko na konci ledna 2021 napodruhé požádalo o schválení své vakcíny Evropskou lékovou agenturou. V České republice doporučil premiérův poradce Roman Prymula vakcínu Sputnik V schválit v SÚKL. Naproti tomu ministr zdravotnictví Jan Blatný chtěl zatím počkat na schválení od evropské agentury EMA. Prezident Miloš Zeman dne 10. března 2021 prohlásil, že kvůli jejich odporu proti nouzovému schválení ruské vakcíny Sputnik V a čínských vakcín bude žádat odvolání ministra zdravotnictví Jana Blatného a ředitelky SÚKL Ireny Storové z jejich funkcí.
Dne 23. března 2021 oznámila EMA, že již urychlila proces zkoumání Sputniku V. V dubnu 2021 pošle do Ruska tým odborníků, aby navštívili kliniky a farmaceutické provozy, kde se vakcína vyrábí. Oznámila to šéfka agentury Emer Cooke s tím, že vakcína je od začátku března zkoumána v tzv. Rolling Review, při kterém se údaje o testování vakcíny urychleně přezkušují, i když ještě nejsou zcela všechny k dispozici. Vakcína bude ale podrobena stejným standardům a zkoumáním jako ostatní již povolené. Jak sdělily ruské zdroje, počítají Rusové s povolením Sputniku V pro použití ve všech státech Evropské unie „až po červnu 2021“. Pak budou schopní dodat do EU za tři až čtyři měsíce zhruba 100 milionů dávek své vakcíny, které budou stačit pro očkování 50 milionů lidí.

### Po podání vakcíny umírají lidé a západní média mlčí
Na čínském webu vyšla 16. ledna 2021 zpráva, že po podání americké vakcíny Pfizer často umírají lidé a umřelo jich již 23 a západní média o tom mlčí. V Česku vyšla zpráva na serveru Deník N o den dříve, informaci otiskla mimo jiné i agentura Bloomberg, původní zpráva pochází ze 14. ledna 2021 z Norska. Úmrtí byla zaznamenána u slabých velmi starých lidí v seniorských domovech, kde umírá týdně 350 až 400 lidí. Norské úřady později na obavy z vakcinace reagovaly a prohlásily, že mezi vakcinací a úmrtími nebyla žádná prokazatelná přímá souvislost. Ředitel Norské agentury pro léčivé přípravky Steinar Madsen prohlásil, že covid-19 je pro pacienty mnohem nebezpečnější než vakcinace. Norská léková agentura v reakci na úmrtí aktualizovala pravidla podávání vakcín tak, že u lidí s křehkým zdravím, kteří by jinak běžné nežádoucí účinky (zvýšená teplota, horečka, nevolnost) mohly ohrozit, bude vhodnost podání vakcíny posuzovat lékař a nebudou už očkováni automaticky. Souvislost úmrtí s vedlejšími účinky vakcíny bylo potvrzeno u 13 případů. Úmrtí lékaře po podání vakcíny bylo hlášeno v médiích už 6. ledna 2021 v USA, kde o souvislosti s podáním vakcíny probíhá vyšetřování.
V ČR eviduje Státní ústav pro kontrolu léčiv (SÚKL) ke dni 28. ledna 2021 (tj. měsíc po začátku očkování) celkem 198 podezření na nežádoucí účinky po podání 240 000 dávek. Nejčastěji se jednalo o horečku, únavu, reakci v místě vpichu, bolest hlavy, třes či pocit na omdlení. V ČR se šířila nepravdivá poplašná zpráva, že 21. ledna 2021 muselo být po podání vakcíny 8 lékařů hospitalizováno.
Jedna z prvních reálných studií účinnosti v Izraeli nalezla, že z 523 000 plně očkovaných občanů nezemřel nikdo, 544 (0,1 %) se nakazilo včetně 4 vážnějších průběhů. "Není pochyb o tom, že vakcína zachránila mnoho životů Izraelců.", dodává Izraelská ministryně Dr. Miri Mizrahi Reuveni z Makabi šerutej bri'ut.
Protivakcínové aktivisté vydávají smyšlené zprávy o utrpení nebo úmrtích po podání vakcíny, které nikdy nenastaly.

### Firma Pfizer je nespolehlivá
Ve středu 20. ledna 2021 premiér Andrej Babiš (ANO) řekl ve vysílání České televize, že je firma Pfizer nespolehlivá, protože nijak nezdůvodnila snížení dodávek vakcín Tozinameran na přelomu ledna a února 2021. Firma Pfizer však již 15. ledna 2021 po dohodě s EU oznámila omezení dodávek vakcín kvůli polovičnímu navýšení výrobní kapacity v belgickém městě Puurs.

### Vakcína řeší jen symptomy, nikoliv onemocnění
Tvrzení, že vakcína řeší jen symptomy (tj. projevy) onemocnění covid-19, ale neřeší onemocnění, vychází z výsledků fáze I., II. a III. při ověřování vakcín, které při sledování účinnosti sledují, kolik pacientů má po podání vakcíny symptomatické účinky. Má se za to, že asymptomatický průběh nezpůsobuje problémy a že tedy onemocnění nepropuklo a nezanechá tedy zdravotní následky. Účinnost pro asymptomatické průběhy je v roce 2021 zatím stále předmětem dalšího výzkumu. Do vydání a obhájení příslušných studií je oficiálně deklarována jen účinnost vakcín na symptomy, což je aktuálně potvrzováno úspěšným omezením nemocnosti proočkované populace věku nad 60 let v Izraeli (na konci ledna 2021 je u izraelské pojišťovny Maccabi evidováno 31 onemocnění koronavirem po plném naočkování 163 000 lidí, což je 92% účinnost).

### Vakcína způsobuje ženskou neplodnost
Děložní sliznice obsahuje protein, který je podobný koronavirovému proteinu, má však úplně jinou strukturu. Dle primářky Kliniky infekčních, parazitárních a tropických nemocí Fakultní nemocnice Bulovka Hany Roháčové očkování ničí pouze protein koronaviru. Do proteinu děložní sliznice nezasahuje, právě díky jejímu rozdílnému složení. Očkování tedy nemůže vést k neplodnosti.

## O původu pandemie covidu-19

### Biologická zbraň Spojených států amerických
Podle londýnského deníku The Economist se v Číně šířily konspirační teorie o tom, že nemoc covid-19 byla vytvořena americkou CIA k oslabení Číny. Podle amerického deníku ProPublica tyto teorie byly šířeny pod vedením zpravodajské agentury China News Service.
Obdobné teorie o původu viru z USA se šířily i v Íránu. Tuto dezinformaci vyslovil také íránský duchovní vůdce Alí Chameneí v reakci na volání v zemi o pomoc od USA.